# Honda NSX
De Honda NSX is de supersportwagen van het Japanse automerk Honda. Ook het luxemerk van Honda, Acura, produceerde deze wagen onder de naam Acura NSX. De NSX biedt ruimte aan twee personen.

## Honda NSX NA1/NA2 (1990-2005)
Op de 81ste Chicago Auto Show in februari 1989 werd de Honda NSX getoond aan het publiek, en in september 1990 werd de Honda NSX (NA1) geïntroduceerd. Dit is 's werelds eerste massa-geproduceerde voertuig met een volledig aluminium monocoque, met daarnaast veel aluminium legeringen in het motorblok, chassis, stoelen, onderstel en wielophanging. De productie van de eerste generatie NSX vond plaats in de Tochigi-fabriek met 25 stuks per dag. De aanvankelijke modellen werden geleverd met de 3,0 liter C30A V6, met DOHC VTEC-technologie. Deze NA1-modellen werden geleverd met een handgeschakelde versnellingsbak met vijf versnellingen of een automatische transmissie met vier trappen.
De Honda NSX NA1 met handgeschakelde vijfversnellingsbak heeft een maximaal vermogen van 206 kW of 280 pk bij 7300 tpm en een maximaal koppel van 294 Nm bij 5400 tpm. Hetzelfde model met automatische transmissie heeft een maximaal vermogen van 195 kW of 265 pk bij 6800 tpm en een maximaal koppel van 294 Nm bij 5400 tpm.

### Ontwikkeling
Honda begon met het ontwikkelen van de NSX in januari 1984, nadat het Honda Wako R&D-team een eerste prototype had geproduceerd. Honda had tot die tijd voornamelijk voertuigen geproduceerd met voorwielaandrijving met een dwarsgeplaatste motor voorin het voertuig (FF-layout). De ontwikkeling van dit voertuig creëerde een volledig nieuw concept voor hen; een voertuig met middenmotor en achterwielaandrijving (RMR- of MR-layout). Honda bouwde een eerste generatie Honda City om van de conventionele FF-layout naar RMR-layout om de eigenschappen daarvan te testen.
Ayrton Senna werd betrokken bij het testen van de Honda NSX in februari 1989 toen hij het model mocht testen op het Japanse Suzuka circuit. Hij had kritiek op het gebrek aan rigiditeit dat hij voelde. In april 1989 testte Honda de NSX op de Nürburgring Nordschleife. Honda R&D Europe kreeg de beschikking over een werkplaats in Müllenbach, nabij het circuit, en kon daardoor als eerste Japanse autofabrikant langdurig overzees ontwikkelen. De rigiditeit van het voertuig werd met 50% vergroot na de tests op de Nürburgring Nordschleife.

### Honda NSX NA2 (1997-2005)
De Honda NSX moest concurreren met de Ferrari 328. Na de introductie van de Ferrari 348 in 1989 ontwikkelde Honda de 3,2 liter C32B V6-motor welke in februari 1997 zijn intrede deed in het NSX NA2-model. De Honda NSX NA2 beschikt altijd over een handgeschakelde transmissie met zes versnellingen. Dit model heeft een maximaal vermogen van 206 kW of 280 pk bij 7300 tpm en een maximaal koppel van 340 Nm bij 5300 tpm.

### Honda NSX Type R (1992-2002)
In november 1992 werd de Honda NSX Type R (NA1) gelanceerd. Deze uitvoering is 120 kilogram lichter, en weegt 1230 kilogram. Met de introductie van deze uitvoering begon de typeaanduiding 'Type R' voor verschillende Honda modellen, zoals op de Honda Integra en Honda Civic terug te vinden zijn.
De Honda NSX Type NA1 beschikt over dezelfde 3,0 liter C30A V6-motor, en was alleen leverbaar met een handgeschakelde transmissie met vijf versnellingen. De Type R heeft een maximaal vermogen van 206 kW of 280 pk bij 7300 tpm en een maximaal koppel van 294 Nm bij 5400 tpm.
De NSX Type R heeft onder andere een MOMO stuurwiel, in samenwerking met Recaro ontwikkelde sportstoelen en aanpassingen ten behoeve van het koppelings- en schakelgevoel. Verder is interieur voorzien van een dashboard bekleed met zwart suède-achtig materiaal met rode stiksels om schittering tegen te gaan, koolstofvezel-achtige omlijsting van het instrumentarium en gele wijzernaalden. Verder kreeg iedere Type R een rood Honda-logo en was de exclusieve lakkleur 'Championship White' beschikbaar voor de Type R. Deze lakkleur is later ook gebruikt voor andere Type R-uitvoeringen.

### Honda NSX-R (2002-2005)
Op 24 mei 2002 werd de vernieuwde Honda NSX Type R uitgebracht, met de nieuwe naam 'NSX-R'.
In 2005 werd de productie van de eerste generatie, na vijftien jaar, afgesloten. In deze tijd zouden ongeveer 18.000 modellen onder deze naam geproduceerd zijn.

## Honda NSX NC1 (2016-...)
De tweede generatie Honda NSX kon in Japan vanaf 25 augustus 2016 besteld worden, en vanaf 27 februari 2017 geleverd worden. De Honda NSX NC1 is een vierwielaangedreven sportcoupé met een 3,5-liter V6 met een 9-traps automatische transmissie.

### Ontwerp

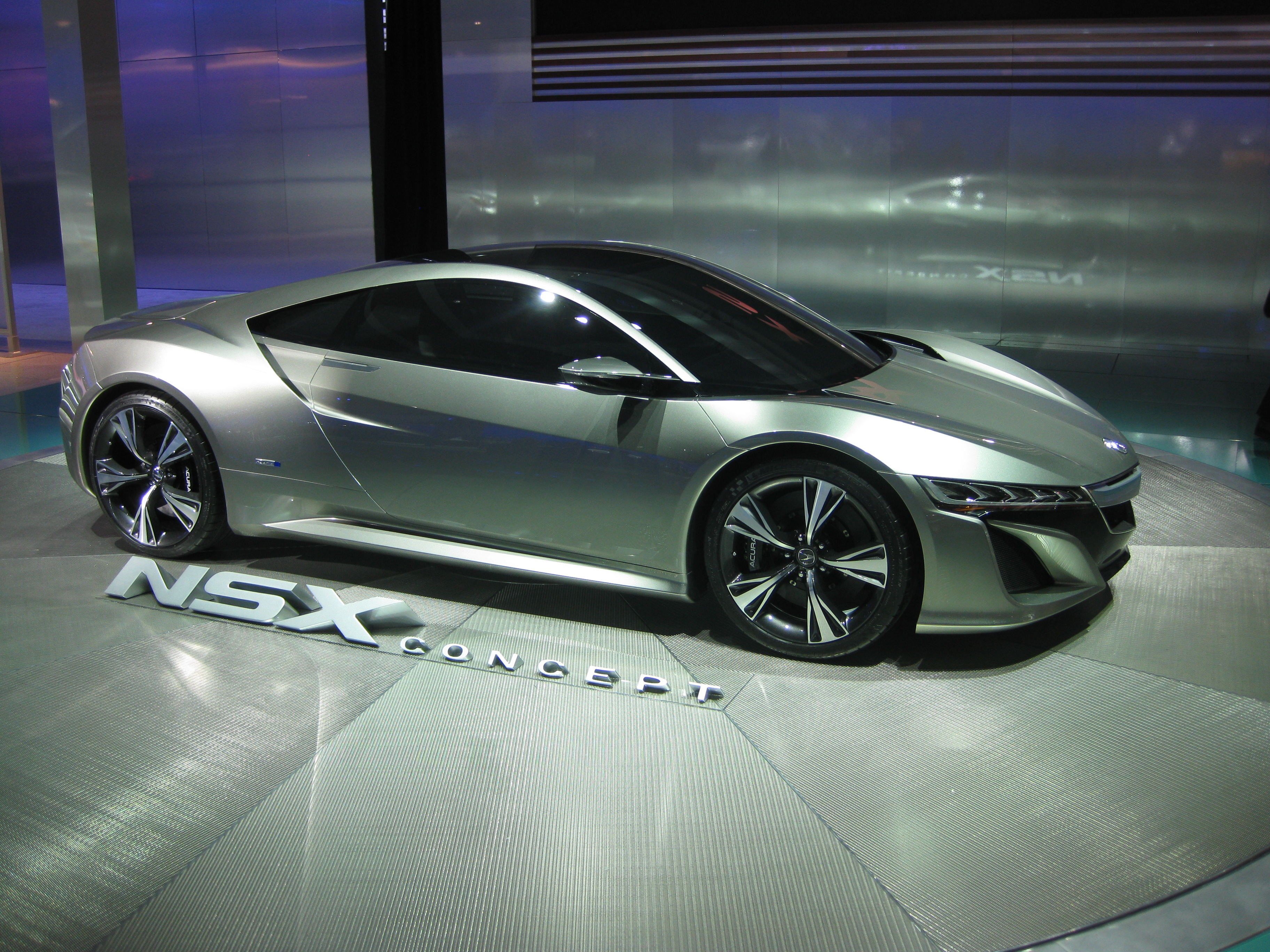
Acura NSX concept

In januari 2007 toonde Honda de Acura Advanced Sports Car op de North American International Autoshow. Tetsuo Iwamura, directeur van Honda Amerika, hintte op een introductie van de nieuwe NSX ergens in 2010. Tijdens de North American International Auto Show van 2012 werd door Acura een conceptauto voorgesteld onder de naam Acura NSX concept. In 2015 werd hier ook de productieversie getoond. De auto wordt aangedreven door een viertal motoren, drie elektromotoren en een twin turbo V6.
Huidige modellen België & Nederland:
Civic ·
CR-V ·
HR-V ·
e ·
Jazz ·
NSX
Overige modellen internationaal:
Life ·
Zest ·
N BOX ·
Acty ·
Vamos ·
Civic Hybrid ·
FCX Clarity ·
Freed ·
Stream ·
StepWGN ·
Odyssey ·
Elysion ·
Crosstour ·
Passport ·
Pilot ·
Ridgeline
Uit productie:
N ·
Z ·
Today ·
That's ·
T ·
TN ·
S ·
Beat ·
Logo ·
Capa ·
Mobilio ·
L ·
S-MX ·
Airwave ·
CRX ·
1300 ·
Quintet ·
Integra ·
Concerto ·
Domani ·
Prelude ·
Ascot ·
Avancier ·
FR-V ·
Shuttle ·
Inspire ·
Legend ·
HR-V ·
Crossroad ·
Element ·
Horizon ·
Tourmaster ·
S2000 ·
NSX